# Vista Outdoor
A Vista Outdoor Inc. é uma empresa estadunidense de capital aberto voltada ao setor de designer, fabricação e comercialização de produtos para esportes ao ar livre e de recreação.

## História
A Alliant Techsystems (ATK), entrou em 2001, no mundo dos negócios de munições e produtos para esportes ao ar livre. A ATK alcançou um crescimento por meio de aquisições e de um aumento da procura de munição para a polícia, caça, e outros usos privados.
Em 29 de abril de 2014, a ATK anunciou que iria desmembrar seu grupo esportivo e fundir suas divisões aeroespacial e de defesa com a Orbital Sciences Corporation.
Com a cisão, o grupo esportivo deu origem a Vista Outdoor e, as demais divisões ingressou na criação da Orbital ATK que foi concluída em 9 de fevereiro de 2015; as duas empresas começaram a operar como entidades separadas em 20 de fevereiro do mesmo ano.